# Robert Bengtsson Bärkroth
Robert Bengtsson Bärkroth, tidigare Robert Bengtsson även Robert Bärkroth Bengtsson, född 4 juni 1968 i Tynnereds församling, Göteborgs och Bohus län, är en svensk fotbollsspelare och fotbollstränare, far till Nicklas Bärkroth.
Robert Bengtsson Bärkroth var under många år under 1990-talet en av de tongivande spelarna i Västra Frölunda IF. När klubben åkte ur högsta serien 2000 spelade han ytterligare några år i allsvenskan med Örgryte IS. Han spelade totalt 239 allsvenska matcher.
Han har efter karriären arbetat som tränare, bland annat i Jitex BK samt som expertkommentator för Radiosporten.